# Polinomis d'Hermite
Els polinomis d'Hermite són un exemple de polinomis ortogonals que troben el seu principal àmbit d'aplicacions en mecànica quàntica, sobretot en l'estudi de l'oscil·lador harmònic unidimensional. Són nomenats així en honor de Charles Hermite.

Els cinc primers polinomis d'Hermite (probabilístics').

## Definició
Els polinomis d'Hermite:

{\displaystyle H_{n}(x)=(-1)^{n}e^{x^{2}/2}{\frac {d^{n}}{dx^{n}}}e^{-x^{2}/2}\,\!}

es defineixen com els polinomis d'Hermite probabilístics o, de vegades, com els polinomis d'Hermite físics:

{\displaystyle H_{n}^{\mathrm {Phys} }(x)=(-1)^{n}e^{x^{2}}{\frac {d^{n}}{dx^{n}}}e^{-x^{2}}\,\!}

Aquestes dues definicions no són exactament equivalents, una és un reescalat trivial de l'altra:

{\displaystyle H_{n}^{\mathrm {Phys} }(x)=2^{n/2}H_{n}^{\mathrm {prob} }({\sqrt {2}}\,x)\,\!}.

Els polinomis físics poden expressar-se com:

{\displaystyle H_{n}^{\mathrm {Phys} }(x)=(2x)^{n}-{\frac {n(n-1)}{1!}}(2x)^{n-2}+{\frac {n(n-1)(n-2)(n-3)}{2!}}(2x)^{n-4}-\dots }

## Propietats

### Ortogonalitat
{\displaystyle \displaystyle {H_{n}}}és un polinomi de grau n, amb n = 0, 1, 2, 3,... Aquests polinomis són ortogonals respecte de la funció pes (mesura):

{\displaystyle e^{-x^{2}/2}\,\!} (probabilista)

o

{\displaystyle e^{-x^{2}}\,\!} (física)

és a dir,

{\displaystyle \int _{-\infty }^{\infty }H_{n}(x)H_{m}(x)\,e^{-x^{2}/2}\,dx}

{\displaystyle =n!{\sqrt {2\pi }}~\delta _{\mathit {nm}}} (probabilista)

o

{\displaystyle \int _{-\infty }^{\infty }H_{n}(x)H_{m}(x)\,e^{-x^{2}}\,dx={n!2^{n}}{\sqrt {\pi }}~\delta _{\mathit {nm}}} (física)

on δ   ij   és la delta de Kronecker, que val la unitat quan n = m i zero en un altre cas. Els polinomis probabilístics són ortogonals respecte de la funció de densitat de probabilitat normal.

### Funció generadora
{\displaystyle e^{2tx-t^{2}}=\sum _{n=0}^{\infty }{\frac {H_{n}^{\mathrm {Phys} }(x)t^{n}}{n!}}}

### Fórmules de recurrència
Els polinomis d'Hermite (en la seva forma "física") satisfan les següents relacions de recurrència:

{\displaystyle H_{n+1}^{\mathrm {Phys} }(x)=2xH_{n}^{\mathrm {Phys} }(x)-2nH_{n-1}^{\mathrm {Phys} }(x)}

{\displaystyle {H'}_{n}^{\mathrm {Phys} }(x)=2nH_{n-1}^{\mathrm {Phys} }(x)}

### Descomposició en sèrie de funcions
Tota funció f contínua pot expressar-se com sèrie infinita en termes de polinomis d'Hermite:

{\displaystyle f(x)=\sum _{n=0}^{\infty }a_{n}H_{n}(x)=A_{0}H_{0}(x)+A_{1}H_{1}(x)+A_{2}H_{2}(x)+\ldots }

On les constants de l'anterior sèrie venen donades per:

{\displaystyle A_{k}={\frac {1}{2^{k}k!{\sqrt {\pi }}}}\int _{-\infty }^{+\infty }e^{-x^{2}}f(x)H_{k}(x)\ dx}

### Altres resultats
{\displaystyle H_{n}(-x)=(-1)^{n}H_{n}(x)\,}
{\displaystyle H_{2n-1}(0)=0\,}
{\displaystyle H_{2n}^{\mathrm {Phys} }(0)=(-1)^{n}2^{n}(1\cdot 3\cdot 5\cdot \dots \cdot (2n-1))}

## Equació diferencial d'Hermite
Els polinomis d'Hermite són solucions de l'equació diferencial d'Hermite:

{\displaystyle {\frac {d^{2}y}{dx^{2}}}-2x{\frac {dy}{dx}}+2ny=0}

que en forma canònica es pot escriure com:

{\displaystyle {\frac {1}{y^{-x^{2}}}}{\frac {d}{dx}}\left(y^{-x^{2}}{\frac {dy}{dx}}\right)+2ny=0}